# 埃迪特·拉戈斯
埃迪特·拉戈斯·赛斯（西班牙語：Edith Lagos Saez；1962年11月27日—1982年9月2日）是秘鲁共产党 (光辉道路)的党员和游击队员。

## 生平
拉戈斯出生于阿亚库乔的一个富裕家庭。在成为秘鲁共产党成员之前在利马圣马丁德波雷斯大学学习法律。
1980年，秘鲁共产党游击队在阿亚库乔监狱墙上炸出一个洞后，拉戈斯成功越狱。接下来的两年时间里拉戈斯积极宣传党的纲领和参与党的军事行动。
1982年，拉戈斯在秘鲁乌马卡一场与警察和准军事部队的枪击战中被杀，随后在阿亚库乔安葬。葬礼当天约有3万人出席（当时阿亚库乔人口约7万人）。拉戈斯的坟墓之后被罗德里戈·佛朗哥司令部炸毁。

## 继续阅读
- Stories of the Revolutionary Martyrs of Peru, Germinal Publications, November 2022